# モハマド・サブレ・マット・アブー
モハマド・サブレ・マット・アブー（マレー語: Mohd Sabre Mat Abu、1987年8月8日 - ）は、マレーシアのサッカー選手。元マレーシア代表。ポジションはDF。

## クラブ歴
2005年にケダFAのプレジデンツカップチームに加入。2006年のスカン・マレーシアではスターティングイレブンに名を連ね、銀メダルを獲得した。この大会での活躍によって彼はトップチームに昇格した。
2014年にPDRM FAに移籍したものの、翌年ケダFAに復帰した。

## 代表歴
彼とアブドゥル・ハディ・アブドゥル・ハミド、バドロル・バクティアル、モハマド・キリル・ムヒミーン・ザンブリ、ムハンマド・シャーフィク・ジャマル、モハマド・ブンヤミン・ウマルは2005年に初めてU-20代表に招集された。その後、ラヤゴパル・クリシュナサミ監督からAFCユース選手権2006のメンバーにも招集された。
U-23代表としては北京オリンピック予選に出場した。
2010年11月にはラヤゴパル・クリシュナサミ監督から2010 AFFスズキカップのメンバーに選抜され、同大会初優勝をマレーシアに齎した。

## プレースタイル
基本的にはセンターバックの選手であるが、運動量と縦への推進力も高く、ミッドフィールダーやストライカーとしても起用する事が出来るユーティリティープレーヤーである。

## タイトル

### クラブ
ケダFA
- マレーシア・スーパーリーグ: 2006-07, 2007-08
- マレーシア・プレミアリーグ: 2005-06
- マレーシアカップ: 2007, 2008
- ピアラFAマレーシア: 2007, 2008

PDRM FA
- マレーシア・プレミアリーグ: 2014

### 代表
- 東南アジアサッカー選手権: 2010